# Aeonium aureum
Aeonium aureum és una espècie de planta de la família de les Crassulàcies, la qual pot ser trobada comunament a roques, cingles i vessants seques des de la zona baixa fins a la subalpina a Gran Canària, El Hierro, Tenerife i La Gomera, entre els 400 i els 1200 m d'altitud.
És una herba perenne o un arbust petit amb tiges molt curtes i amb generalment diverses rosetes. Les fulles de la roseta es troben densament imbricades, amb forma entre cuneïformes i espatulades, glauques i carnoses. Les tiges florals són frondoses, amb flors 30-35 partides, de color groc intens i de fins a 2,5 cm d'ample.